# Riots, Drills and the Devil (1) (Prison Break)
| "Riots, Drills and the Devil" | "Riots, Drills and the Devil"     |
| ----------------------------- | --------------------------------- |
| Capítulo #                    | Temporada 01, Capítulo 06         |
| Guion                         | Nick Santora                      |
| Director                      | Robert Mandel                     |
| Emisión en Estados Unidos     | 26 de septiembre de 2005          |
| Cronología                    |                                   |
| Capítulo anterior             | "English, Fitz or Percy"          |
| Capítulo siguiente            | "Riots, Drills and the Devil" (2) |

"Riots, Drills and the Devil" (1) (o Un motín, Taladros y el Demonio en español) fue el sexto capítulo de la serie de televisión Prison Break, el cual salió al aire el 26 de septiembre del año 2005, en los  Estados Unidos, seguido de su segunda parte.

## Resumen
Mientras Michael (Wentworth Miller) afila la llave Allen para desatornillar el inodoro, el Agente Kellerman (Paul Adelstein) le dice a un exnarcotraficante llamado Diamond (Paul Noble) que es hora de pagar tributo, y le da la orden de mandar a matar a Lincoln (Dominic Purcell). Michael se escabulle por los corredores justo detrás de su celda y llega a un muro de cemento en donde mide una parte de su tatuaje y coloca una marca en un lugar del muro. Momentos más tarde, un guardia pasa por las celdas para chequear que todos estén en sus camas, justo cuando parece que va a descubrir que Michael no está, este aparece acostado en su cama.
Nick (Frank Grillo), como no puede encontrar a Verónica (Robin Tunney) en su oficina, va a su apartamento. Ella le dice que no tiene tiempo para hablar con él y cuando él trata de seguirla, le pide a uno de los vecinos que lo haga irse. Nick insiste en que no hay motivo para que ella le tenga miedo ya que es su aliado. 
De vuelta en la prisión, Michael le pregunta a Sucre (Amaury Nolasco) cómo puede hacer para poder trabajar en el muro de cemento sin ser descubierto y este le dice que los guardias nunca pasan por las celdas cuando todos los presos están bajo encierro. Al día siguiente, Diamond llama a un recluso que tiene una pulsera verde, y le habla sobre Burrows, este le dice que considere que Lincoln ya está muerto. Más tarde, Sara (Sarah Wayne Callies) le dice a Michael que puede programar los chequeos semanales de Lincoln justo antes de las aplicaciones de insulina de Michael, de modo de que puedan verse. Luego, cuando ella se va, otro recluso le pasa a Michael un batidor de huevos sacado de la cocina.
Uno de los guardias lleva a T-Bag (Robert Knepper) de vuelta a su celda, donde conoce a su nuevo compañero de celda, Seth (Blaine Hogan), y lo convierte en su nuevo esclavo. Un poco más tarde, Michael se trepa hasta la unidad AC y provoca un cortocircuito para detener los ventiladores. Al mismo tiempo, Verónica visita a Lincoln, pero Nick ya está allí. Verónica le dice a Lincoln que no hable con Nick, pero este dice que se dio cuenta de que la persona que llamó anónimamente a la policía, dijo que había visto a Lincoln salir corriendo de la cochera con sangre en los pantalones había mentido, porque la llamada provino de Washington D. C..
Más tarde, con el clima un poco tenso, el guardia Geary (Matt DeCaro) abre las puertas de las celdas para la formación. T-Bag y sus amigos se rehúsan a cooperar, entonces, otro de los guardias, Mack (Mac Brandt), les dice que se retiren. Cuando se niegan, Geary envía a todos de vuelta a sus celdas. Mientras Michael y Sucre regresan, Michael le pide que vaya con él al muro de cemento para que lo ayude. Sucre le dice que no, pero Michael le recuerda que Maricruz está esperando. Finalmente, Sucre cuelga una sábana sobre la puerta y acompaña a Michael. Mientras Geary y Mack regresan al puesto de los guardias, llega Bellick. T-Bag y sus amigos se interponen entre ellos y los guardias, entonces Bellick y los guardias entran a la sala, pero los reclusos rompen la barrera. Bellick y los guardias corren a la oficina desde donde ven en un monitor cómo los internos ingresan al puesto de guardia y encuentran las llaves que Mack había soltado por error. Bellick ordena una evacuación del personal mientras Sara, en la enfermería atiende a un interno, bajo la vigilancia de uno de los guardias.
Cuando llega el anuncio del motín, los reclusos que se encuentran en la enfermería se emocionan. Mientras tanto, en el muro, Michael le explica a Sucre que adentro hay un viejo desagüe que lleva a la enfermería, desde donde pueden escapar. Al mismo tiempo, un guardia les informa a Nick y Verónica que deben irse, y Lincoln le pide a Verónica que vaya a Washington con Nick. En el muro, Sucre le pregunta a Michael cómo van a localizar el desagüe en el muro. Michael entonces hace pasar una luz a través de un dibujo de una parte de su tatuaje y aparece una sombra de un demonio sobre la marca que hizo en el muro previamente. Luego, mientras Sara entra en su oficina, un preso llamado Stroker (Kwame Amoaku) estrangula al guardia hasta dejarlo inconsciente. Luego se vuelve hacia Sara y la agarra, pero ella le clava una aguja y se encierra mientras Stroker golpea el vidrio.
Michael y Sucre comienzan a trabajar en el muro usando la imagen del demonio como mapa formando una X. Al mismo tiempo en el patio, Henry Pope (Stacy Keach), el alcaide, recibe un llamado del gobernador Tancredi (John Heard), que le advierte que nada debe sucederle a su hija, Sara. Al mismo tiempo, Stroker y otro preso esposan a De Mato y rompen el vidrio de la oficina de Sara. De vuelta en el muro, Michael le pide a Sucre que siga taladrando. T-Bag arrastra a un guardia severamente golpeado hacia donde están las celdas y lo deja en la celda de Michael. Este trata de escapar, pero T-Bag lo atrapa. Bob (Michael Cudlitz) se defiende y empuja a T-Bag contra el retrete, que se cae de la pared revelando el hoyo de Michael. T-Bag entonces procede a gritar que Michael y Sucre se están escapando, pero Abruzzi le tapa la boca, haciéndolo callar. En la enfermería, uno de los presos intenta abrir la puerta de la oficina de Sara pero ella lo pincha con una jeringa y él cae inconsciente. 
Entonces, Lincoln pregunta por Michael y otro de los internos, Turk (John Turk) (el de la pulsera verde), le dice que puede ayudarlo a encontrarlo. Lincoln se va con Turk. En la enfermería, Sara rompe un espejo para tener un arma cortante mientras Stroker rompe su ventana y los internos observan la escena en un monitor de vigilancia. Michael no lo puede soportar y corre a su hoyo de huida camino a la enfermería. Mientras Turk conduce a Lincoln a un depósito. Michael corre entre las tuberías y llega al techo, mientras llegan tropas de la Guardia Nacional y un helicóptero vuela justo hacia donde él, pero Michael trata de evadir su vista.